# 湖北警官学院
湖北警官学院是一所位于武汉市硚口区的公安政法类本科院校。2005年4月，学院在全国同类院校中首先取得学士学位授予权。

## 教学系部
- 马克思主义学院
- 侦查系
- 治安管理系
- 信息技术系
- 法律系
- 刑事技术与情报系
- 国际警务系
- 警体战训部
- 公共基础课教学部[2]